# Frédéric IV de Nuremberg
Frédéric IV (1287 ou après – 11 mai 1332) est burgrave de Nuremberg de 1300 à sa mort.

## Biographie
Frédéric IV est le fils cadet du burgrave Frédéric III de Nuremberg et d'Hélène de Saxe. Il succède à son frère aîné Jean Ier et devient burgrave de Nuremberg en 1300. Il sert fidèlement les empereurs Rodolphe Ier, Adolphe de Nassau, Albert II et Henri VII.

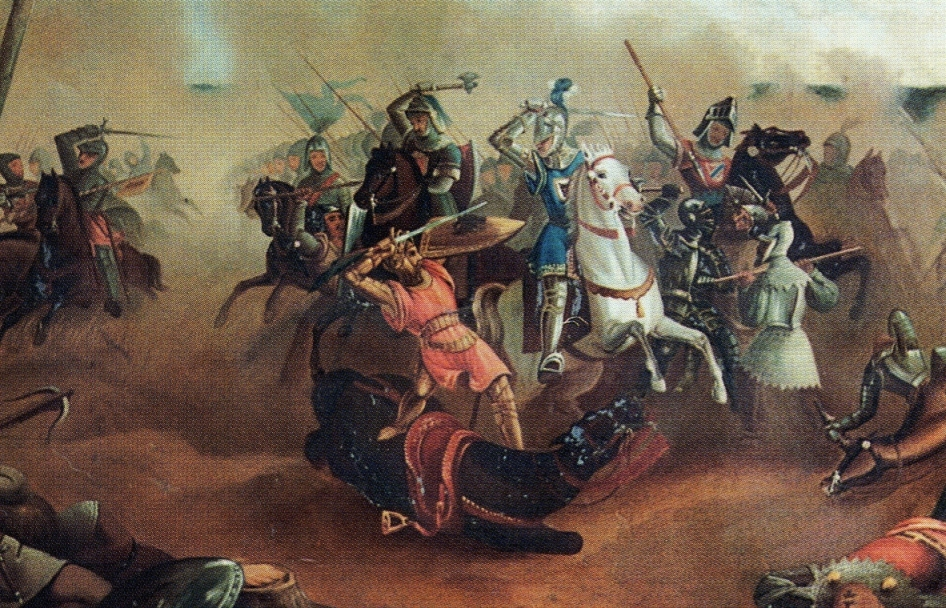
La bataille de Mühldorf.

Le 28 septembre 1322, Frédéric combat aux côtés de Louis de Wittelsbach les Autrichiens placés sous le commandement de Frédéric le Bel lors de la bataille de Mühldorf. Au cours de cette bataille, il fait prisonnier le duc Ferry IV de Lorraine.
Par la suite, le nouvel empereur Louis IV lui confie des postes très importants, entre autres celui de vicaire impérial pour la Tuscie en 1328. En 1331, Frédéric IV acquiert la ville d'Ansbach et le château de Dornberg, biens ayant appartenu au comte d'Oettingen.
À sa mort, son fils Jean II lui succède.

## Mariage et descendance
En 1307, Frédéric IV épouse Marguerite de Carinthie (morte en 1348), fille d'Albert II de Goritz-Tyrol († 1292)  et d'Agnès de Hohenberg, petite-fille de Meinhard de Goritz. Dix enfants sont nés de cette union :
- Hélène (vers 1307 – 1374), épouse en 1321 le comte Othon de Weimar-Orlamünde, puis en 1346 le comte Henri VIII de Schwarzbourg ;
- Jean II, burgrave de Nuremberg ;
- Conrad II (mort le 3 avril 1334) ;
- Frédéric (mort le 21 février 1368), évêque de Ratisbonne ;
- Albert
- Anne (morte vers 1430), épouse le landgrave Ulrich Ier de Leuchtenberg ;
- Marguerite (morte après 1382), épouse en 1332 le comte Adolphe Ier de Nassau-Wesbaden ;
- Agnès (morte avant 1364), épouse en 1336 le comte Berthold V de Neuffen, puis en 1343 le comte Albert II de Heiligenberg ;
- Berthold (mort le 13 septembre 1365), évêque d'Eichstätt ;
- Catherine (morte avant 1373), épouse en 1338 le comte Eberhard Ier de Wertheim.